# Nachum Langental
Nachum Langental (hebrejsky נחום לנגנטל‎; * 20. leden 1960) je izraelský právník, politik a bývalý poslanec Knesetu za Národní náboženskou stranu.

## Biografie
Narodil se 20. ledna 1960 v Izraeli. Absolvoval vysokoškolské studium práva a historie Izraele. Pracoval jako právník. Hovoří hebrejsky a anglicky.

## Politická dráha
V izraelském parlamentu zasedl po volbách v roce 1999, v nichž kandidoval za Národní náboženskou stranu. Mandát ale získal až dodatečně v červenci 1999 jako náhradník po rezignaci poslance Jicchaka Levyho. Byl pak místopředsedou Knesetu, předsedou podvýboru pro boj s dopravní nehodovostí, podvýboru pro rozvoj žen na pracovním trhu a v ekonomice a podvýboru pro průmyslu, obchod a hi-tech. Byl členem etického výboru, výboru pro ekonomické záležitosti, výboru pro ústavu, právo a spravedlnost, výboru finančního, výboru pro status žen a výboru pro zahraniční dělníky.
Ve volbách v roce 2003 mandát neobhájil.